# 熊丙奇
熊丙奇（1972年7月—），中華人民共和國四川省資中縣人，教育學者，管理學博士，上海交通大学教授，21世纪教育研究院院长。其經常撰寫有關教育的書籍，在多家媒體開設有專欄，並經常接受媒體採訪和參加論壇，發表有關對中華人民共和國教育的看法。

## 外部連結
- 熊丙奇的新浪微博